# Лі Джозеф Аршамбо
Лі Джозеф Аршамбо (англ. Lee Joseph Archambault) — американський військовий льотчик, астронавт. Аршамбо літав дві місії космічного човника, як пілот STS-117 в 2007 році і як командир STS-119 у 2009 році. Аршамбо покинув НАСА в 2013 році після 15-річної кар'єри з агентством, щоб стати льотчиком-випробувачем для «Сьєрра Невада Корпорація» по «Дрім-Чейсер орбітального космічного літака проекту».

## Освіта
- 1978 — закінчив середню школу (англ. Proviso West High School) в Хиллсайда, штат Іллінойс.
- 1982 — закінчив Університет Іллінойсу (англ. University of Illinois) в Урбана (англ. Urbana), отримав ступінь бакалавра наук з авіаційної техніки.
- 1984 в Університеті Іллінойсу отримав ступінь магістра наук з авіаційної техніки.

## Служба до космічних польотів
- Січень 1985 — вступив на військову службу у військово-повітряні сили США, місце служби авіабаза Локленд (англ. Lackland AFB), штат Техас. Пройшов льотну підготовку за спільною програмою для льотчиків реактивної авіації НАТО (англ. Euro-Nato Joint Jet Pilot Training Program) на авіабазі Шеппард (англ. Sheppard AFB) в Техасі.
- Квітень 1986 — отримав кваліфікацію пілота ВПС США. До квітня 1990 служив пілотом літака F-111D у складі 27-го тактичного винищувального авіакрила на авіабазі Кеннон (англ. Cannon AFB), штат Нью-Мексико.
- З травня 1990 по серпень 1992 року — пілот літака F-117A 37-го тактичного винищувального авіакрила авіабаза Нелліс (англ. Nellis AFB), штат Невада. З листопада 1990 по квітень 1991 брав участь в операціях «Щит пустелі» і «Буря в пустелі» з аеродрому в Саудівській Аравії. Виконав 22 бойових вильоту. З серпня по грудень 1991 знову служив в районі Перської затоки в складі сил з підтримки миру в регіоні.
- З серпня 1992 року — пілот-інструктор і льотчик-випробувач літака F-117A у складі 57-го авіакрила (англ. 57th Wing) на авіабазі Холломан (англ. Holloman AFB), штат Нью-Мексико.
- З липня 1994 по червень 1995 року — проходив підготовку в Школі льотчиків-випробувачів ВПС США (англ. US Air Force Test Pilot School) на авіабазі Едвардс (англ. Edwards AFB), штат Каліфорнія.
- Липень 1995 — призначений в 46-ті випробувальне авіакрило в випробувального центру ВПС (англ. Air Force Development Test Center) на авіабазі Еглін (англ. Eglin AFB), штат Флорида. Відчував різні озброєння на винищувачах F-16 всіх модифікацій. До моменту зарахування в загін астронавтів служив заступником оперативного офіцера 39-й льотно-випробувальної ескадрильї.

## Військове звання
- Другий лейтенант ВПС (з 1985 року).
- Майор ВПС (у 1997 році).
- Підполковник ВПС (у 2003 році).
- Полковник ВПС (у 2007 році).

## Космічна підготовка
- Червня 1998 — зарахований пілотом в загін астронавтів НАСА. Пройшов курс загальнокосмічної підготовки з серпня 1998 року. Закінчив її в серпні 1999 року, отримав кваліфікацію пілота Спейс Шаттл, призначений у Відділ астронавтів НАСА.
- Червня 1999 — призначений у Відділення експлуатації шатлів (англ. Shuttle Operations Branch).
- Вересня 2001 року - переведений у Відділення шатлів (англ. Shuttle Branch) до складу групи допоміжного персоналу. Як представник Відділу астронавтів обслуговував стартові операції і посадочні процедури в центрі Кеннеді (англ. Kennedy Space Center).
- 9 лютого 2005 — призначений пілотом польоту за програмою місії STS-117.

## Перший космічний політ
Перший космічний політ зробив з 8 по 23 червня 2007 як пілот шатла «Атлантіс» за програмою місії STS-117.
- 10 червня стиковка шатлу з Міжнародною космічною станцією.
- 19 червня 2007 року — шатл відстикувався від Міжнародної космічної станції і перейшов в автономний політ, який тривав близько двох діб.
- 23 червня — посадка шатла на авіабазі Едвардс, штат Каліфорнія.

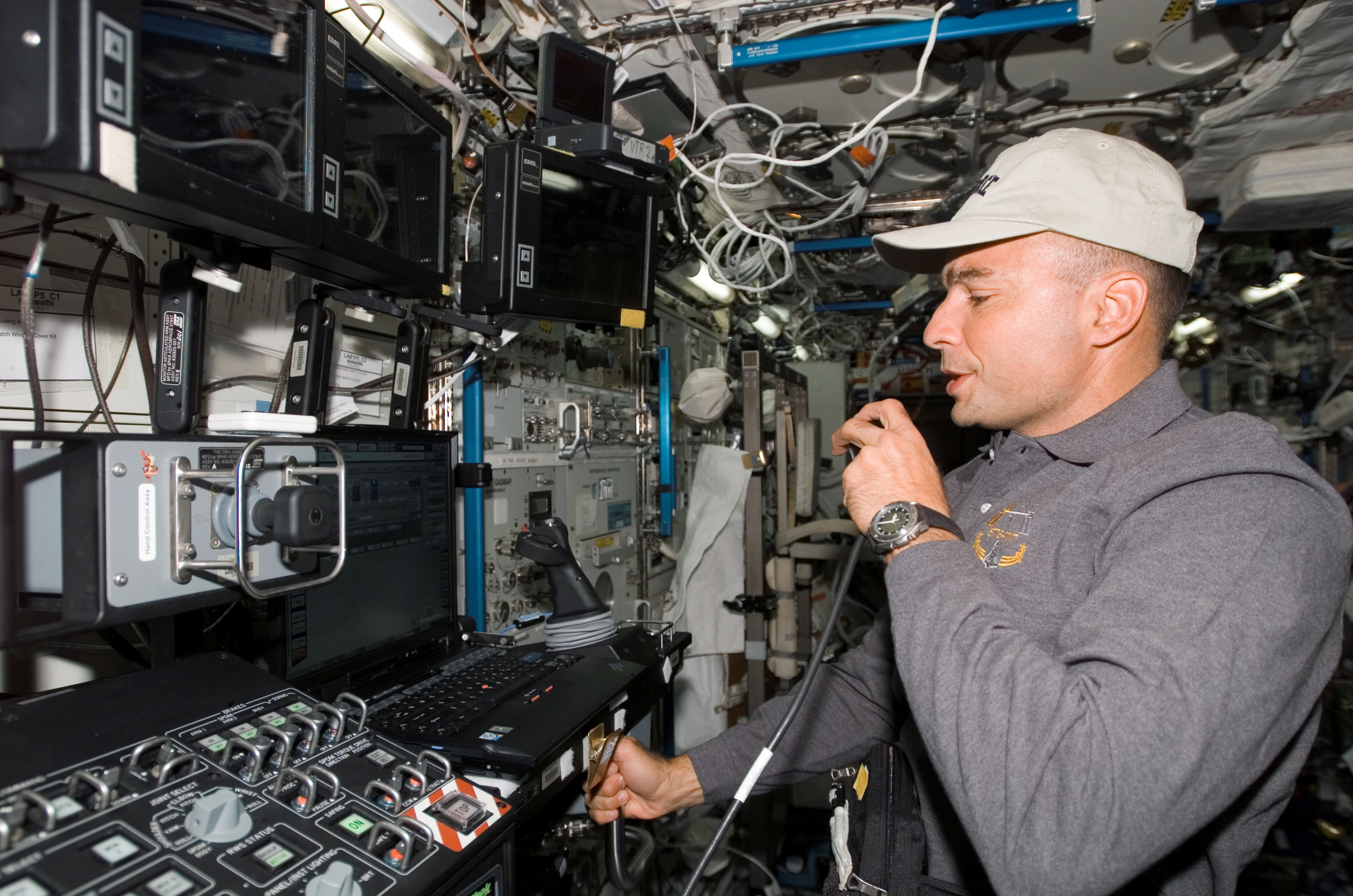
Лі Аршамбо в системі управління Канадарм2 на МКС під час польоту «STS-117»

Тривалість польоту склала 13 діб 20 годин 12 хвилин 44 секунди.

## Другий космічний політ
- У жовтні 2007 року — призначений командиром екіпажу шатла «Діскавері» місії STS-119, старт якої, на момент призначення, був намічений на листопад 2008 року, проте згодом був перенесений на березень 2009 року.
- 15 березня 2009 року запуск шатла з LC-39A, КЦ Кеннеді.
- 17 березня стиковка шатлу з Міжнародною космічною станцією.
- 25 березня — шатл відстикувався від Міжнародної космічної станції і перейшов в автономний політ, який тривав близько трьох діб.
- 28 березня — посадка шатла на ВПП № 15 КЦ Кеннеді.

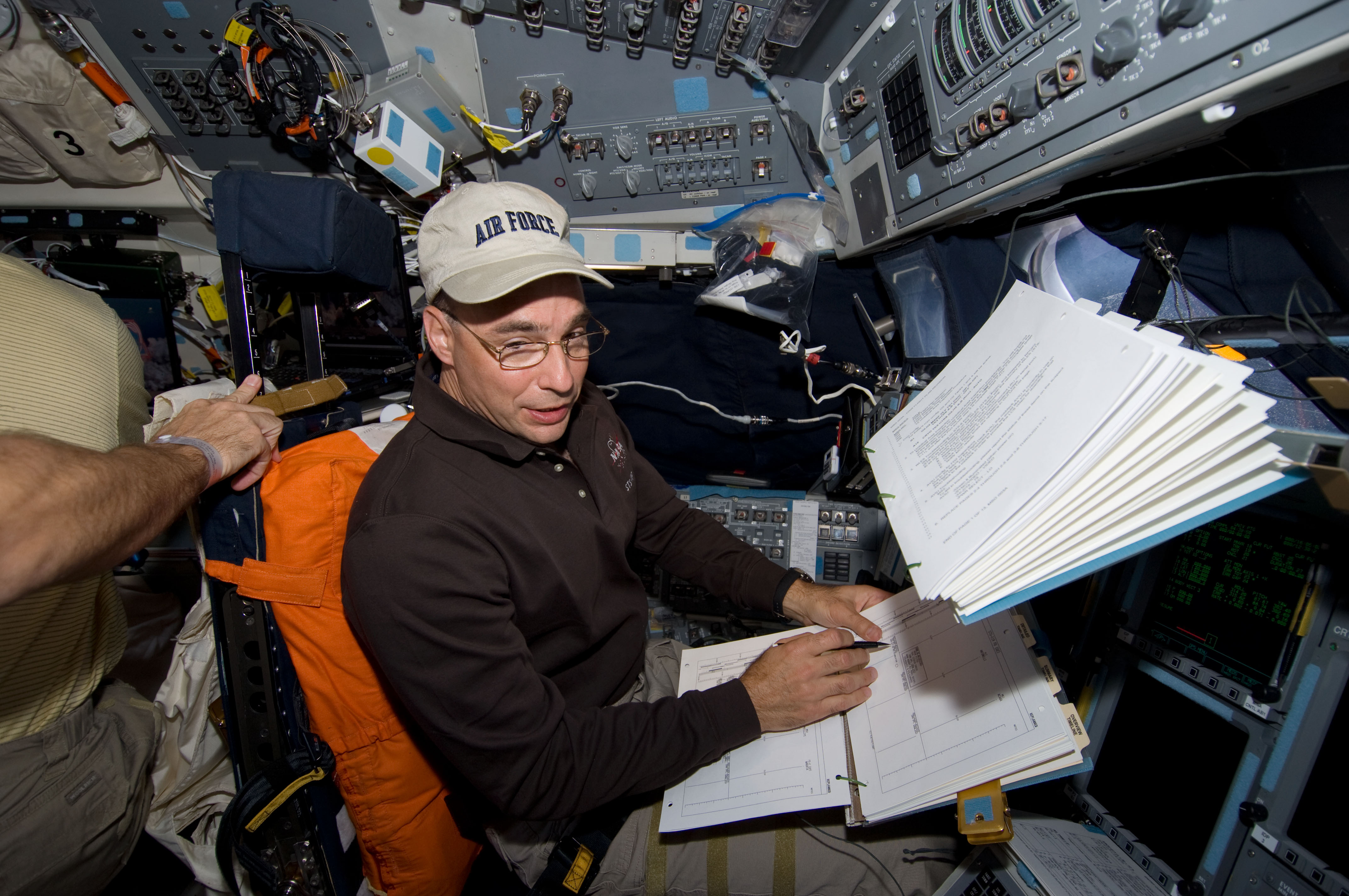
Лі Аршамбо завершення процесуальної контрольний список на злітній палубі шаттла під час польоту «STS-119»

Тривалість польоту склала 12 діб 19 годин 29 хвилин 33 секунди.

## Льотна кваліфікація
Загальний наліт становить понад 3700 годин на 30 типах літальних апаратів.

## Нагороди
- Авіаційний хрест «За видатні заслуги»
- Медаль ВВС «За похвальну службу»
- Медаль «За повітряні операції»
- Медаль «За повітряні досягнення»
- Медаль ВВС «За заслуги»
- Медаль ВВС «За досягнення»
- Пам'ятна медаль «За службу в Південно-західній Азії»
- Пам'ятна медаль «За визволення Кувейту»